# Spoorlijn Charmes - Rambervillers
De Spoorlijn Charmes - Rambervillers was een Franse spoorlijn van Charmes naar Rambervillers. De lijn was 27,9 km lang.

## Geschiedenis
De spoorlijn werd door de Compagnie du chemin de fer de Rambervillers à Charmes geopend in 1871. Personenvervoer heeft plaatsgevonden tot 1935. Goederenvervoer tot 1939, met uitzondering van het gedeelte van Charmes tot La Verrerie waar tot 1962 nog goederenvervoer plaatsvond.

## Aansluitingen
In de volgende plaatsen was er een aansluiting op de volgende spoorlijnen:
Charmes
RFN 042 000, spoorlijn tussen Blainville-Damelevières en Lure
Rambervillers
RFN 065 000, spoorlijn tussen Revigny en Saint-Dizier